# Stazione di Ladispoli (1888)
Stazione di Ladispoli 1938-ban bezárt vasútállomás Olaszországban, Ladispoli településen.

## Vasútvonalak
Az állomást az alábbi vasútvonalak érintették:
- Palo-Ladispoli-vasútvonal

## Kapcsolódó állomások
A vasútállomáshoz az alábbi állomások vannak a legközelebb:
- Stazione di Palo Laziale